# Нептун Фрост
«Нептун Фрост» (англ. Neptune Frost) — науково-фантастичний, музичний фільм 2021 року, режисерів Сола Вільямса та Анісії Узейман.
Нептун Фрост — ім'я темношкірого солдата-революціонера, який служив у Континентальній армії в 1775 році.
Фільм використовує музичний жанр, щоб охопити усну традицію та пісенну поезію, яка глибоко сягає корінням африканської історії та сучасної культури, щоб виразити складність ідентичностей Руанди, які досліджуються у фільмі. Структура оповіді розгортається через музичні та риторичні алегорії, які визнають теми патріархату та феміністичної науково-фантастичної літератури.

## Сюжет

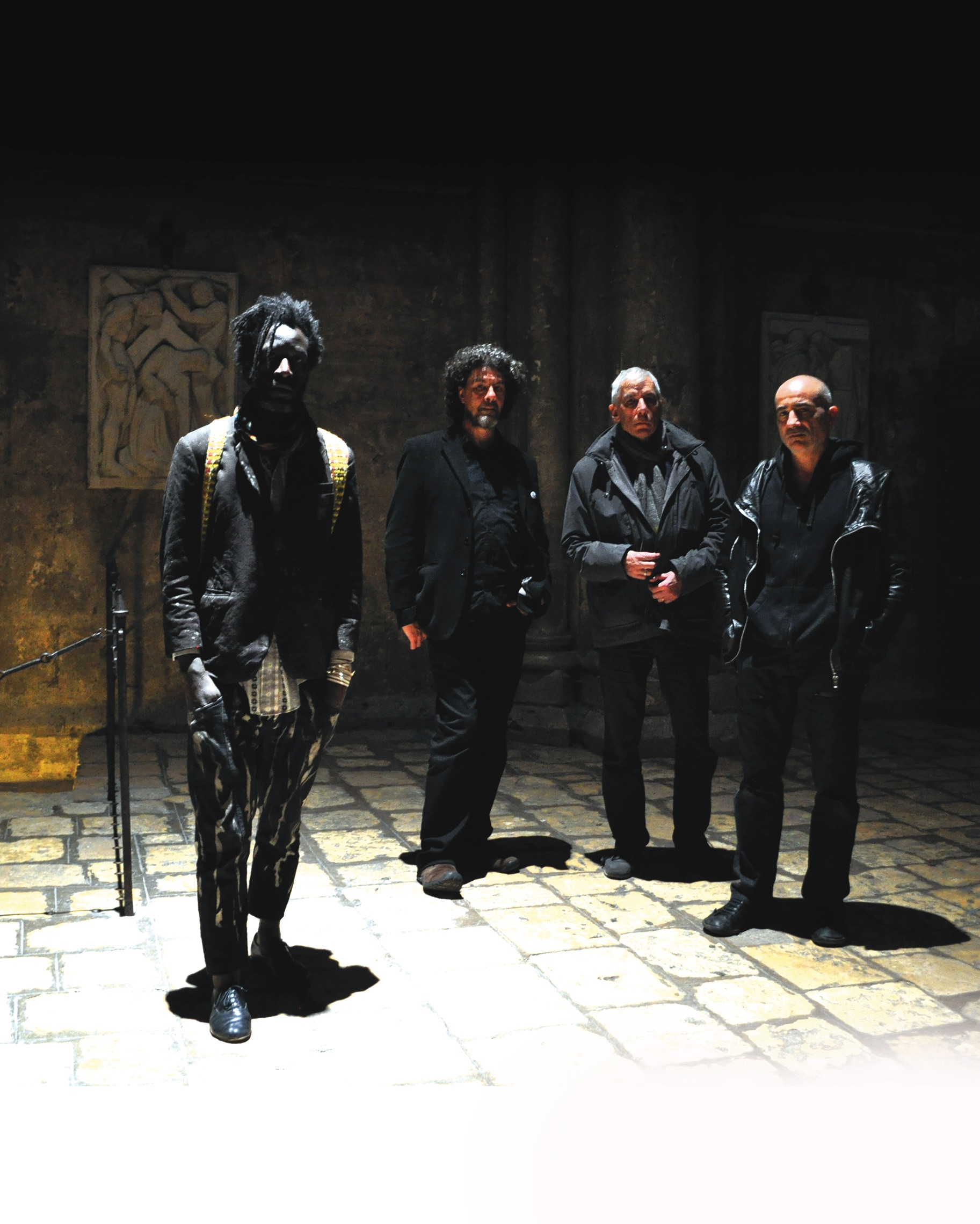
Художник і режисер Сол Вільямс (ліворуч)

Це афрофутуристична історія, яка розгортається в селі в Бурунді, створеному з комп'ютерних частин, і зосереджується на стосунках між Нептуном, інтерсекс-втікачем, і Маталусою, шахтарем що добуває колтан, чиє кохання керується колективом хакерів.
Фільм розпочинається з кадрів шахти та звуків пісні. У шахті знаходяться Маталуса та його брат Технологія, який гине від сили видобутого ним колтану. Смерть Технології спонукає Маталусу вирушити в подорож.

## Актори
- Шеріл Ішея — Нептун
- Елвіс Нгабо — Нептун
- Бертран Нінтеретсе — Маталуса
- Еліан Умухіре — Пам'ять
- Дорсі Ругамба — Невинний
- Ребекка Увамахоро — Елохель
- Тресор Нійонгабо — Психологія
- Ерік Нгангаре — Потоло
- Натача Музірамакенга — Бінья
- Сесіль Каїребва — Черниця
- Діоген Нтаріндва — Священник

## Виробництво
Спочатку проєкт був задуманий Солом Вільямсом як графічний роман та сценічний мюзикл. 2018 року Вільямс запустив кампанію на Kickstarter для збору коштів, до якої приєднався Лін-Мануель Міранда як виконавчий продюсер.
У лютому 2020 року було оголошено, що Езра Міллер та Стівен Гендел приєднались до проєкту як продюсери, також починається основна зйомка. Виробництво відбувалося протягом 27 днів у Руанді.

## Реліз
Світова прем'єра фільму «Нептун Фрост» відбулася 8 липня 2021 року в програмі «Двотижневик режисерів» на Каннському кінофестивалі 2021 року, де він був номінантом на Queer Palm. Північноамериканська прем'єра відбулася в програмі Wavelengths на Міжнародному кінофестивалі в Торонто 2021 10 вересня 2021 року.
У грудні 2021 року Kino Lorber придбала права на розповсюдження. Фільм був вийшов у Сполучених Штатах обмеженим випуском 3 червня 2022 року.

## Відгуки
На Rotten Tomatoes 96 % із 77 відгуків критиків є позитивними із середнім рейтингом 7,80/10. Консенсус критиків сайту звучить так: «Наповнений ідеями та амбіціями, Нептун Фрост важко описати — так само як важко йому протистояти».
На Metacritic фільм отримав середню оцінку 83 зі 100 на основі 20 критиків, що вказує на «загальне визнання».

## Визнання
| Нагороди та номінації фільму «Нептун Фрост» | Нагороди та номінації фільму «Нептун Фрост» | Нагороди та номінації фільму «Нептун Фрост» | Нагороди та номінації фільму «Нептун Фрост» | Нагороди та номінації фільму «Нептун Фрост» | Нагороди та номінації фільму «Нептун Фрост» |
| Рік                                         | Кінопремія/кінофестиваль                    | Категорія/нагорода                          | Номінант                                    | Результат                                   |                                             |
| ------------------------------------------- | ------------------------------------------- | ------------------------------------------- | ------------------------------------------- | ------------------------------------------- | ------------------------------------------- |
| листопад 2022                               | Independent Spirit                          | «Найкраща операторська робота»              | Нептун Фрост                                | Номінація                                   |                                             |